# Agelenopsis spatula
Agelenopsis spatula là một loài nhện trong họ Agelenidae.
Loài này thuộc chi Agelenopsis. Agelenopsis spatula được Ralph Vary Chamberlin & Wilton Ivie miêu tả năm 1935.